# Tensión sexual, Volumen 2: Violetas
Ne pas confondre avec le film espagnol Tensión sexual no resuelta, sorti en 2010.
 (juin 2021).
Si vous disposez d'ouvrages ou d'articles de référence ou si vous connaissez des sites web de qualité traitant du thème abordé ici, merci de compléter l'article en donnant les références utiles à sa vérifiabilité et en les liant à la section « Notes et références ».
Pour plus de détails, voir Fiche technique et Distribution.
Tensión sexual, Volumen 2: Violetas est un film argentin de 2013 réalisé par Marco Berger et Marcelo Mónaco. 
Ce film qui traite du désir lesbien fait suite à Tensión sexual, Volumen 1: Volátil (it) qui traite de l'homosexualité masculine.

## Synopsis
Le film raconte six histoires différentes (Dormi conmigo, Ariana, La manzana,  Amorcito, Una noche y un robot, La otra) de tension sexuelle et de séduction entre femmes.

## Fiche technique
- Titre : Tensión sexual, Volumen 2: Violetas
- Titre international : Sexual Tension: Violetas[1]
- Réalisation : Marco Berger, Marcelo Mónaco
- Scénario : Marco Berger, Marcelo Mónaco
- Producteur :
- Musique :
- Pays d'origine :  Argentine
- Genre : Comédie dramatique, romance saphique
- Durée : 91 minutes (1 h 31)
- Date de sortie : 
  -  Argentine 13 mars 2013
  -  Italie 25 avril 2013
  -  États-Unis 24 juin 2013
  -  Danemark 8 octobre 2013
  -  Allemagne 25 octobre 2013

## Distribution
Dormi conmigo
- Ana Lucia Antony
- Candela García Redin
- Pedro Jover

Ariana
- Sofía Romano
- Violeta Sinaí

La manzana
- Giselle Motta
- Nai Awada
- Pablo Scorcelli

Amorcito
- María Canale (es)
- Jimena López
- Javier De Pietro
- Charly Etchévers
- Natacha Etchévers

Una noche y un robot
- Camila Romagnolo
- Cindy Santos
- Nicolás Meradi

La otra
- Laura Agorreca
- Sofía Elliot (es)